# Zusatzticket
Zusatztickets sind im öffentlichen Personenverkehr angebotene Fahrkarten für die Nutzung zusätzlicher Dienstleistungen oder als Ergänzung zu bereits erworbenen Einzel- bzw. Zeitfahrkarten.

## Zuschlagkarten

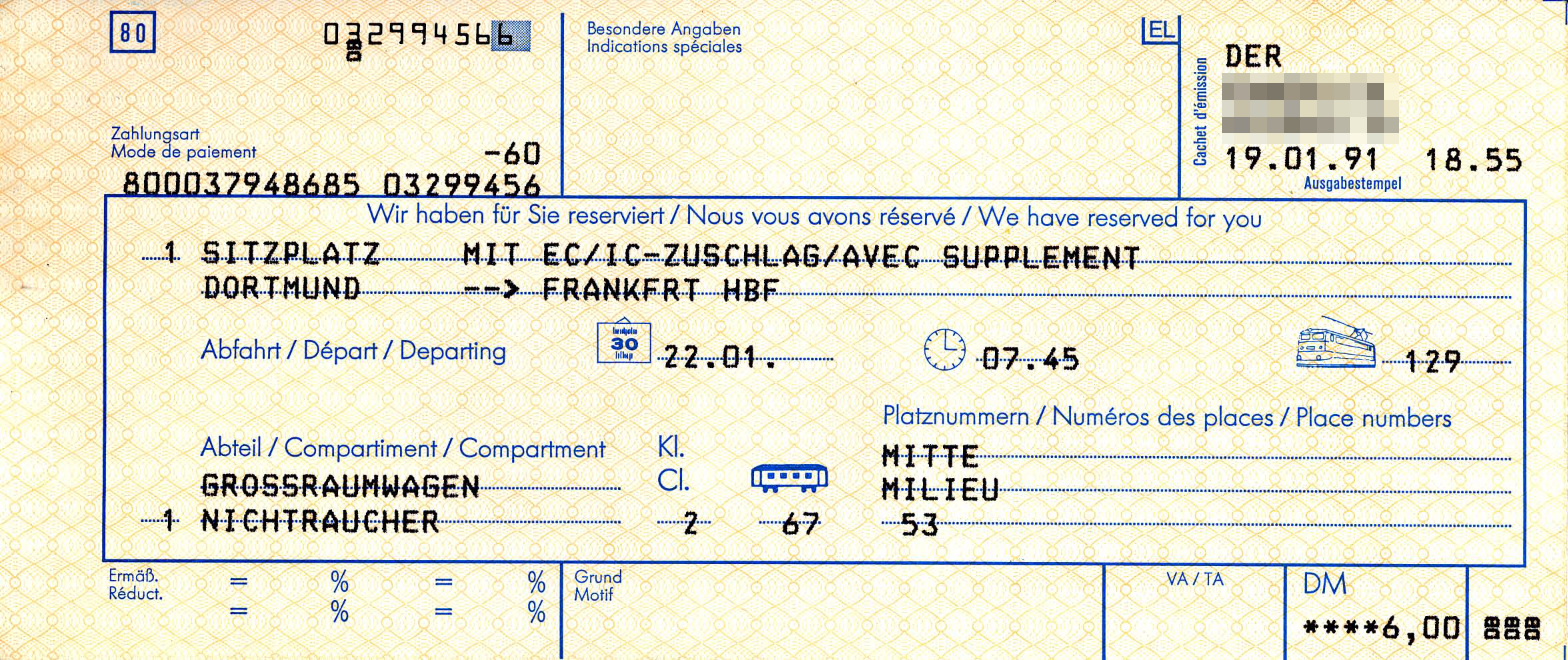
Sitzplatzreservierung mit Zuschlag für die Benutzung von EC/IC der Deutschen Bundesbahn, 1991

Für die Nutzung höherwertiger Züge (Schnellzug, InterCity, früher auch für Eilzüge) werden bzw. wurden Zuschlagkarten ausgegeben. Einzelzuschläge sind heute vorwiegend bei ausländischen Bahnen üblich. Für IC-Züge sind in einigen Verkehrsverbünden Zuschlagkarten zur Ergänzung von Wochen- und Monatszeitkarten bekannt. Außerdem gibt es Zusatztickets für die Nutzung der 1. Klasse.
Weitere Zuschlagkarten sind bisweilen im Nachtverkehr (Nachtbuszuschläge) oder für bedarfsorientierte Verkehre (z. B. Anrufsammeltaxis) nötig.

## Zusatzfahrkarten

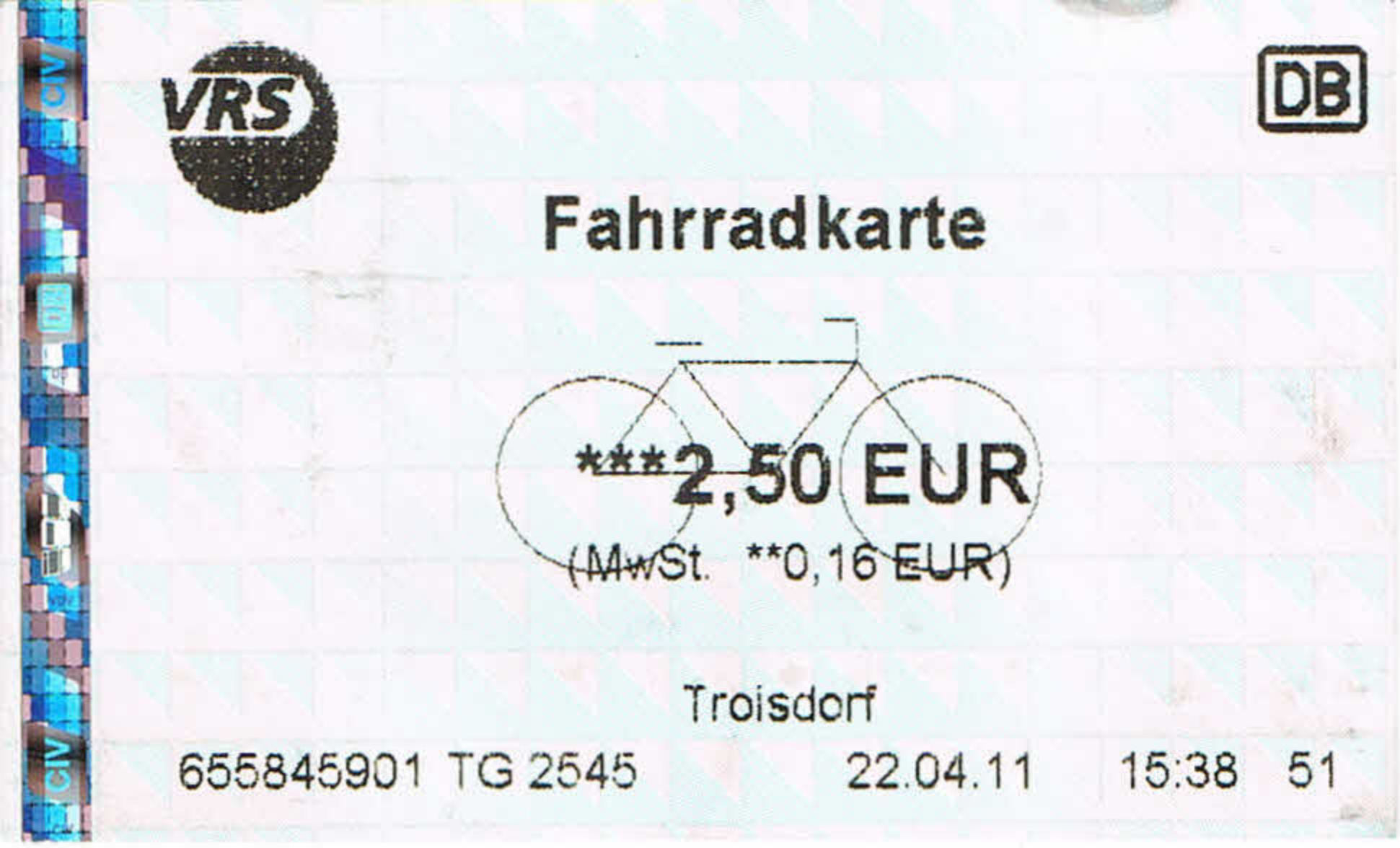
Fahrradkarte für den Verkehrsverbund Rhein-Sieg (VRS), ausgegeben durch die Deutsche Bahn aus einem Automaten in Köln West.

Für größere Gepäckstücke, Fahrräder oder Hunde gibt es Zusatzfahrkarten. Tickets für die Fahrradmitnahme (Fahrradkarten) können entfernungsabhängig oder als Pauschalangebot ausgelegt sein. In einigen Tarifverbünden werden Fahrradkarten auch als Zeitticket für einen Monat angeboten. Gepäckkarten gab es früher für die Gepäckbeförderung der Bahn. Im Flugverkehr sind für bestimmte Freigrenzen überschreitende Gepäckstücke Zusatzzahlungen erforderlich.

## Anschluss- oder Ergänzungstickets

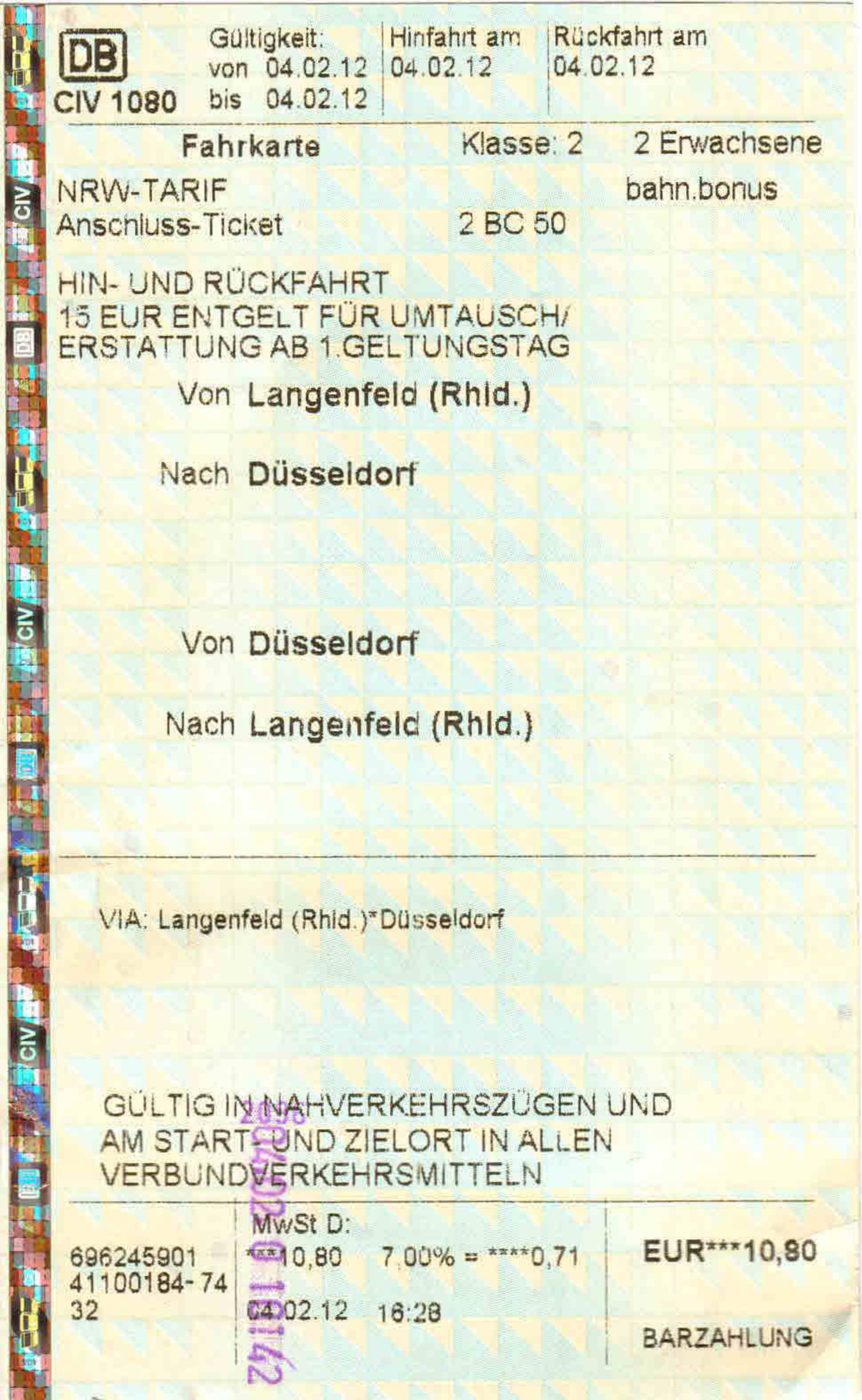
Anschlussticket für eine Fahrt aus dem Verkehrsverbund Rhein-Sieg (VRS) heraus. Für die Strecke ab der Verbundgrenze Langenfeld (Rhld.) bis Düsseldorf wurde ein Fahrausweis zum NRW-Tarif der Deutschen Bahn gekauft.

In vielen Tarifsystemen sind rabattierte Zeitkarten vorgesehen (besonders Wochen-, Monats-, Jahreskarte). Wenn eine Fahrt über den räumlichen Geltungsbereich einer Zeitkarte hinausgeht, so sind entweder Ergänzungsfahrkarten (gleicher Tarifverbund für die zusätzliche Zone) oder Anschlussfahrkarten (bei einem kooperierenden Verkehrsunternehmen) zu erwerben.
Der Erhalt einer Anschlussfahrkarte ist auch beim Übergang von einem Regionalzug der Deutschen Bahn (Preiskategorie C) zu einem kooperierenden Verkehrsverbund möglich. Dabei können die Buchungssysteme oft schon am Ausgangsort das Zusatzticket ausstellen sowie Rabatte für die Weiterfahrt gewährt werden.
Allgemein wird ein Zusatzticket pro Person und Fahrt benötigt, manchmal auch mehrere. Das gilt auch bei einer Mitnahmeregelung – beispielsweise der kostenlosen Mitnahme eines weiteren Erwachsenen oder von Kindern. Die Beförderungsregeln entsprechen jeweils den benutzten Teilstrecken und werden nicht übertragen.

### Fahrkarte zur Weiterfahrt
Die Deutsche Bahn hat eine Kooperation mit zahlreichen Verkehrsverbünden geschlossen, die einen gemeinsamen Rahmen für die "Fahrkarte zur Weiterfahrt" schaffen. Teilnehmende Unternehmen und angeschlossene Tarifsystem sind (Stand Dezember 2012): AVV: Augsburger Verkehrs- und Tarifverbund, BODO: Bodensee-Oberschwaben Verkehrsverbund, DING: Donau-Iller-Nahverkehrsverbund, HNV: Heilbronner Hohenloher Haller Nahverkehr, HTV: Heidenheimer Tarifverbund, Kreisverkehr Schwäbisch Hall, KVV: Karlsruher Verkehrsverbund, MVV: Münchner Verkehrs- und Tarifverbund, NALDO: Verkehrsverbund Neckar-Alb-Donau, OstalbMobil, RKT: 3er Tarif, RNN: Rhein Nahe Nahverkehrsverbund, RVF: Regio-Verkehrsverbund Freiburg, RVL: Regio Verkehrsverbund Lörrach, RVV: Regensburger Verkehrsverbund, saarVV: Der Saarländische Verkehrsverbund, TGO: Tarifverbund Ortenau, TUTicket: Verkehrsverbund Tuttlingen, Übergangstarif DING/HTV, Verkehrsgemeinschaft Landkreis Cham, VGC: Verkehrsgesellschaft Bäderkreis Calw, VGF: Verkehrs-Gemeinschaft Landkreis Freudenstadt, VHB: Verkehrsverbund Hegau-Bodensee, VLP: Verkehrsgemeinschaft Landkreis Passau, VPE: Verkehrsverbund Pforzheim-Enzkreis, VRM: Verkehrsverbund Rhein-Mosel, VRN: Verkehrsverbund Rhein-Neckar, VRT: Verkehrsverbund Region Trier, VSB: Verkehrsverbund Schwarzwald-Baar, VVR: Verkehrsverbund Rottweil, VVS: Verkehrs- und Tarifverbund Stuttgart, WTV: Waldshuter Tarifverbund.

### Rabatte
Mit Zusatztickets zu Zeitkarten wird verhindert, dass die bereits mit der Grundkarte abgegoltene Leistung doppelt bezahlt werden muss. Oft bedeutet die Nutzung der Zusatztickets einen den Stammkunden des ÖPNV im Vergleich zu den regulären Einzelfahrscheinen gewährten Rabatt.
Die Tarifregel, bei strikter Trennung von Tarifgebieten als Ergänzungsticket ein normales Einzelticket für die Anschlussstrecke zu kaufen, bedeutet für eine Teilstrecke eine Doppelzahlung. Diese „Teilstrecke“ kann sogar einen sehr großen Bereich der mit einer Zeitkarte bezahlten Strecke betreffen: der letzte Haltepunkt vor einer Tarifgrenze ist bei einem RE oft ein Hauptbahnhof im Stadtzentrum, dann kostet eine Anschlussfahrt ebenso viel wie ein normales Einzelticket, die Zeitkarte bringt also keinen Vorteil (Beispiel: Monatskarte Stadt Bielefeld, Anschlussfahrt mit RE nach Gütersloh ohne Zwischenhalt). Wenn in so einem Fall eine „Ermäßigung“ gewährt wird, ist dies eigentlich nur ein Ausgleich, der eine Doppelzahlung vermeidet.
Neben der Rabattierung für die Kilometer der Überschneidungen (Zone eines Tarifverbundes mit der Zone eines anderen Tarifverbundes, oder Zone eines Tarifverbundes mit der Bahnstrecke der Zugfahrt) gibt es weitere Vergünstigungen als Anreiz für den Umstieg. Dies ist insbesondere in Gebieten üblich, in denen die Verkehrsunternehmen nicht in einem Tarifverbund zusammengeschlossen sind – statt Ermäßigung für Mehrzonenkarten wird für die Zusatzstrecke eine Anschlussfahrkarte gelöst, die bei Vorweisen eines Tickets für die Fahrt bis zum Umstiegsbahnhof rabattiert ausgegeben wird.

### Beispiele
Ein Beispiel der Rabattierung zur Veranschaulichung: Ein ÖPNV-Stammkunde im Verkehrsverbund Rhein-Ruhr wohnt in Krefeld und besitzt eine Monatskarte für das Stadtgebiet Krefeld. Wenn dieser Fahrgast nach Dortmund fahren möchte, benötigt er ab der letzten Haltestelle seines räumlichen Zeitkartenbereiches ein Ergänzungsticket für die Anschlussstrecke bis Dortmund. Da der VRR ein entfernungsunabhängiges Zusatzticket anbietet, ergibt sich für diesen Stammkunden ein erheblicher Preisvorteil gegenüber einer einfachen Fahrt mit einem Einzel- oder Mehrfahrtenticket. Die Kombination Monatskarte Preisstufe A plus pauschale Zusatzkarte ist gegenüber einem Ticket der Preisstufe D erheblich rabattiert.
Für die Tarifraumgestaltung bestehen mehrere Möglichkeiten. Tarifgebiete (oft Waben, wie z. B. beim VRR) können sich generell überschneiden oder strikt voneinander getrennt sein (z. B. in Ostwestfalen-Lippe, hier ist jede Kommune ein eigenständiges Tarifgebiet). Es kann außerdem einzelne Tarifpunkte geben, die gleichzeitig zwei oder mehreren Tarifgebieten zugeordnet sind. Eine generelle Trennung wie bei den ostwestfälischen Verbünden („Der Sechser“ und Nahverkehrsverbund Paderborn-Höxter) lässt keine Überschneidungen zu, sogar ein Haltepunkt direkt auf einer kommunalen Grenze wird nur einer Gemeinde zugeordnet (Beispiel: der Bf. Sylbach direkt an der Stadtgrenze Bad Salzuflen / Lage mit zusammengewachsenem Bebauungsgebiet gehört nur zu Bad Salzuflen). Aber auch in OWL gibt es Ausnahmen als „Tarifbesonderheiten“: z. B. den Bf. Oerlinghausen im Gemeindegebiet Leopoldshöhe. Diese Gestaltung ist für das Angebot von Ergänzungstickets wichtig, denn bei den zu mehreren Tarifgebieten gehörigen Haltestellen oder bei Überschneidungen kann der Fahrgast problemlos und rechtzeitig ein normales Einzelticket für seine Weiterfahrt entwerten, eine strikte Gebietstrennung schließt dies aus – Zeittickets gelten nur bis zur letzten Haltestelle innerhalb eines Tarifgebiets und hierbei nur bis zu einer Tarifgrenze auf freier Strecke.
Ergänzungstickets können genau für die jeweils befahrenen Tarifgebiete, pauschaliert für eine beliebige Anschlussstrecke oder entfernungsabhängig (z. B. NRW-Tarif) angeboten werden. Eine Besonderheit ist die Ausgabe von ermäßigten Einzeltickets in der für die befahrene Strecke notwendigen Preisstufe. Diese beispielsweise in den Tarifbereichen Der Sechser (OWL) und Hochstift-Tarif (NPH) vorgesehene Regelung täuscht bei kürzeren Anschlussstrecken eine nicht gewährte Rabattierung vor, da hiermit lediglich eine Doppelzahlung vermieden wird.
Eine besondere Regelung gibt es im RNN: Die RNN-Anschlussfahrkarten können nicht nur zusammen mit den Zeitkarten des Verkehrsverbundes RNN genutzt werden, sondern auch mit den Zeitkarten des benachbarten Verkehrsverbundes WVV, wenn diese bis zur gemeinsamen Verbundgrenze gelten. Ähnliches gilt für die Besitzer der Zeitkarten des Verkehrsverbundes RMV, wenn sie im Tarifgebiet 65 Mainz/Wiesbaden gelten.
In der San Francisco Bay Area können für die Fahrt zwischen den (teils schon zusammengewachsenen) Städten und Stadtteilen die Züge von Caltrain und BART genutzt werden. Die Zubringerfunktion erfüllen dabei zahlreiche unabhängige lokale Busunternehmen. Sowohl für den Umstieg zwischen Zugverbindungen als auch zu den Busunternehmen werden eine Reihe von Umstiegsrabatten ("transfer discount") an den Übergangspunkten gewährt.